# Чадан
Чада́н (тувин. Чадаана) — місто (з 1945 року) у Тиві, адміністративний центр Дзун-Хемчицького кожууна.
Місто розташоване на річці Чадан (права притока Хемчику, басейн Єнісею), на автошляху Кизил — Ак-Довурак, за 224 км від Кизилу.
| Чисельність населення | Чисельність населення | Чисельність населення | Чисельність населення | Чисельність населення | Чисельність населення | Чисельність населення | Чисельність населення |
| 1959                  | 1970                  | 1979                  | 1989                  | 2002                  | 2005                  | 2007                  | 2010                  |
| --------------------- | --------------------- | --------------------- | --------------------- | --------------------- | --------------------- | --------------------- | --------------------- |
| 4709                  | 7589                  | 8985                  | 10775                 | 9454                  | 9500                  | 9700                  | 10444                 |

У місті знаходиться філія Національного краєзнавчого музею імені Алдан Маадир, музей Буяна Бадирги. З 2009 по 23 липня 2012 року відновлено буддистський храм Устуу-Хурее.
З промислових підприємств у місті працюють підприємства харчової промисловості, неподалік ведеться видобуток кам'яного вугілля (Холбоджинський розріз).
Щороку в місті у липні проводиться музичний фестиваль «Устуу-Хурее».
У чаданській початковій школі навчався Кенін-Лопсан Монгуш (1939–1943 роки), народилися міністр з надзвичайних ситуацій Російської Федерації Сергій Шойгу та триразовий чемпіон Європи з вільної боротьби Опан Сат.